# .hack//G.U.RADIO ハセヲセット
『.hack//G.U.RADIO ハセヲセット』（ドットハック ジーユー レディオ ハセヲセット）は、文化放送で2006年4月9日から2007年4月1日まで、日曜日の23:30 - 24:00に放送していたラジオ番組（全51回）。
アニメ『.hack//Roots』とPlayStation 2用ソフト『.hack//G.U』のプロモーション活動を行っていた。この番組の番外編的なラジオ、ポッドキャスト版『Pod .hack//もっとG.U.RADIO』では、本放送では出来なかった内容を自由にやっていた。

## パーソナリティ
- 櫻井孝宏（ハセヲ役）
  - 2006年10月1日放送分にて、櫻井が自身の劇団の盗作問題により、一時番組出演の自粛を発表。代役として豊口めぐみが担当した（櫻井は2006年11月5日放送分より復帰）。
- 榎本温子（田島ミチル&アイナ&Bセット役）

## コーナー
アゲとサゲのAIDA［#1 - ］
リスナーの身の回りで起こった、本来ならば起こるはずのないアゲアゲな出来事、サゲサゲな出来事を紹介する。
俺 THE WORLD R：2［#1 - ］
リスナーが持っている面白いモノ、素敵な風景、自慢の部屋の写真などの写メを送ってもらう。
これって、成長痛?［#1 - ］
人として成長していく時に、避けて通れない痛み等の悩みを櫻井と榎本がアドバイスをする。
2017年 後厄の旅［#1 - ］
実世界では11年後の近未来がどんな風になっているのかをリスナーと櫻井と榎本で予想していく。
君励まフ声（キミ・ハゲマフコエ）［#22 - ］
リスナーから櫻井と榎本に励まして欲しい事を募集して、二人がありったけの思ひを一言に載せて励ます。
レディオ板（いた） よもやまBBS［#22 - ］
リスナーが1度は流して見たいと思っている噂を紹介する。
つっこむような速さで!［#35 - ］
「.hack//G.U. Vol.3」のタイトル「歩くような速さで」は音楽用語の「アンダンテ」を例えて「ゆっくり」という意味である。このように秀逸でツッコミに使える例えを紹介する。
- G.U.メール
- 俺 THE WORLD R：リプス
- 俺 THE WORLD R：SAKURAI
- 俺 THE WORLD R：うっかり三爪痕
- にゃんですとーメール!
- それって!にゃんですとー!
- クリムゾンビザ
- 榎本パソ子のわくわくパソコンライフ
- PKトーク
- 博多フォン
- 君励まフ 低い声
- 君励マフ リプふ
- レディオ板 よもやまBBS オーヴァンスレ
- レディオ板 よもやまBBS アトリスレ
- ラブ・エクステンド ハセヲは、どっちでSHOW?

## ラジオドラマ
「おで伝」はBセット（榎本）がおでん屋台の女将になり、ハセヲ（櫻井）とゲストキャラクターが客となって、四方山話を繰り広げるドラマ。基本的にゲストが来た日に収録し、1、2週間後に放送される。また、ハセヲのヘタヲっぷりを再確認する内容でもある。脚本は涼風涼。
- 第1回 #15 オーヴァン（東地）
- 第2回 #17 匂坂（置鮎）
- 第3回 #23 志乃（名塚）
- 第4回 #33 アトリ（川澄）

## ゲスト
- 名塚佳織 （#7、#22、#31、#49）
- 松山洋 （#9、#51）
- 東地宏樹 （#11、#28、#40、#41）
- 置鮎龍太郎 （#16）
- 浅野真澄 （#25）
- 斎賀みつき （#25）
- 豊口めぐみ （#26～#29 ※櫻井の代役、#40、#41）
- 川澄綾子 （#30、#31）
- 小林沙苗 （#45）
- 三木眞一郎 （#46）
- 山崎たくみ （#48）
- 内山大輔 （#51）

## 公開録音
- #1（2006年4月9日） ［東京アニメセンター・サテライトスタジオ］
- #25（2006年10月1日） ゲスト：浅野真澄、斎賀みつき ［幕張メッセ 東京ゲームショウ2006］
- #40、#41（2007年1月14日、21日） ゲスト：東地宏樹、豊口めぐみ ［文化放送 メディアプラスホール］

## 主題歌
オープニングテーマ「Silly-Go-Round」
作詞：梶浦由記 作曲：梶浦由記 歌：FictionJunction YUUKA
エンディングテーマ「亡國覚醒カタルシス」
作詞：宝野アリカ 作曲：片倉三起也 歌：ALI PROJECT